# Чемпіонат Африки з легкої атлетики 2024
Чемпіонат Африки з легкої атлетики 2024 був проведений у Дуалі на стадіоні «Япома».
Камерун вдруге в історії приймав континентальну першість з легкої атлетики. Вперше чемпіонат Африки приймав 1996 року Яунде.

## Призери

### Чоловіки
| Дисципліни                | Золото                                                                        | Золото   | Срібло | Срібло   | Бронза                                                                                            | Бронза   |
| ------------------------- | ----------------------------------------------------------------------------- | -------- | --- | -------- | ------------------------------------------------------------------------------------------------- | -------- |
| 100 метрів                | Джозеф Фанбуллех Ліберія                                                      | 10,13    | Еммануель Есеме Камерун | 10,15    | Бенджамін Річардсон ПАР                                                                           | 10,17    |
| 200 метрів                | Джозеф Фанбуллех Ліберія                                                      | 20,25    | Тапіванаше Макараву Зімбабве | 20,51    | Еммануель Есеме Камерун                                                                           | 20,66    |
| 400 метрів                | Шейх Тідіан Діуф Сенегал                                                      | 45,23    | Лі Еппі Ботсвана | 45,39    | Семюел Огазі Нігерія                                                                              | 45,47    |
| 800 метрів                | Алекс Кіпнгетіч Кенія                                                         | 1.45,02  | Кетобогіле Гайнгура Ботсвана | 1.45,54  | Том Драдрига Уганда                                                                               | 1.46,01  |
| 1500 метрів               | Браян Комен Кенія                                                             | 3.33,95  | Аянлех Абдільяхі Джибуті | 3.36,24  | Боаз Кіпругут Кенія                                                                               | 3.37,25  |
| 5000 метрів               | Мохамед Ісмаїл Ібрагім Джибуті                                                | 13.38,38 | Нібрет Мелак Ефіопія | 13.42,95 | Абді Вайсс Муг'ядін Джибуті                                                                       | 13.43,20 |
| 10000 метрів              | Нібрет Мелак Ефіопія                                                          | 28.52,27 | Гемечу Дідіа Ефіопія | 28.52,79 | Ронсер Конга Кенія                                                                                | 28.52,94 |
| 110 метрів з бар'єрами    | Луї-Франсуа Менді Сенегал                                                     | 13,49    | Амін Буанані Алжир | 13,59    | Юсуф Бодаві Саєд Єгипет                                                                           | 13,79    |
| 400 метрів з бар'єрами    | Віктор Нтвенг Ботсвана                                                        | 48,88    | Кеморена Тісанг Ботсвана | 49,24    | Абдельмалік Лахулу Алжир                                                                          | 49,36    |
| 3000 метрів з перешкодами | Леонард Чемутаї Уганда                                                        | 8.21,30  | Едмунд Серем Кенія | 8.21,94  | Метью Косгеї Кенія                                                                                | 8.21,98  |
| 4×100 метрів              | ГанаІбрагім Фусейні Айзек Боціо Едвін Гадаї Абдул-Рашид Саміну                | 38,63    | НігеріяКаїнсола Аджаї Ушеоріце Іцекірі Алаба Акінтола Гадсон Огенебруме Александер Чуквукелу (забіг) Іфеаньї Еммануель Оджелі (забіг) | 38,84    | Кот-д'ІвуарГнам'ян Неемі Н'Горан Ісмаель Коне Артур Сіссе Куадіо Ерік Куаме Адзо Япо Жакі (забіг) | 39,77    |
| 4×400 метрів              | БотсванаОмфіле Серібе Бусанг Соллен Кебінатшипі Бойтумело Масіло Леунго Скотч | 3.02,23  | КеніяКевін Кіпкорір Келвін Сане Таута Девід Санаєк Капіранте Браян Оньярі Тінега                                                      | 3.02,34  | ЗамбіяКеннеді Лючембе Патрік Какозі Ньямбе Девід Муленга Музала Самуконга                         | 3.02,56  |
| Ходьба 20 кілометрів      | Місгана Вакума Феканса Ефіопія                                                | 1:22.49  | Герістоун Ваньйоньї Кенія | 1:23.26  | Вейн Снайман ПАР                                                                                  | 1:25.19  |
| Стрибки у висоту          | Браян Ратс ПАР                                                                | 2,18     | Саад Гаммуда МароккоАсбел Кіпроп Кембої Кенія                                                                                         | 2,15     | не вручалась                                                                                      |          |
| Стрибки з жердиною        | Кайл Радемаєр ПАР                                                             | 5,20     | Меді Амар Руана Алжир | 5,10     | Бубакар Діалло Малі                                                                               | 5,10     |
| Стрибки у довжину         | Чесвілл Джонсон ПАР                                                           | 7,78     | Шено Лайонел Кутці Намібія | 7,78     | Гуднесс Іредіа Нігерія                                                                            | 7,75     |
| Потрійний стрибок         | Уг Фабріс Занго Буркіна-Фасо                                                  | 17,18    | Ченгетаї Мапая Зімбабве | 16,87    | Амат Фає Сенегал                                                                                  | 16,54    |
| Штовхання ядра            | Чуквуєбука Енеквечі Нігерія                                                   | 21,14    | Мостафа Гассан Єгипет | 20,25    | Мохамед Халіфа Єгипет                                                                             | 19,72    |
| Метання диска             | Усама Хенуссі Алжир                                                           | 63,90    | Віктор Хоган ПАР | 63,87    | Раян Вільямс Намібія                                                                              | 56,78    |
| Метання молота            | Мостафа ель Гамель Єгипет                                                     | 72,88    | Ісмаїл Тарек Ахмед Єгипет | 70,71    | Аллан Каммінг ПАР                                                                                 | 69,43    |
| Метання списа             | Джуліус Єго Кенія                                                             | 80,24    | Ннамді Чинечерем Нігерія | 79,22    | Мустафа Махмуд Абдель Халік Єгипет                                                                | 77,25    |
| Десятиборство             | Ларбі Буррада Алжир                                                           | 7447     | Дьяе Будумі Алжир | 7218     | Едвін Кіпмутаї Ту Кенія                                                                           | 7132     |

### Жінки
| Дисципліни                | Золото | Золото   | Срібло                                                           | Срібло   | Бронза                                                                                   | Бронза   |
| ------------------------- | --- | -------- | ---------------------------------------------------------------- | -------- | ---------------------------------------------------------------------------------------- | -------- |
| 100 метрів                | Джина Басс-Біттає Гамбія                                                                                    | 11,14    | Майя Маккой Ліберія                                              | 11,16    | Мабунду Коне Кот-д'Івуар                                                                 | 11,24    |
| 200 метрів                | Жессіка Гбай Кот-д'Івуар                                                                                    | 22,84    | Мабунду Коне Кот-д'Івуар                                         | 22,99    | Асіменьє Сімвака Малаві                                                                  | 23,05    |
| 400 метрів                | Міранда Кутці ПАР                                                                                           | 51,16    | Квінсі Малекані Замбія                                           | 51,56    | Елізабет Джозеф Нігерія                                                                  | 51,94    |
| 800 метрів                | Сара Мораа Кенія                                                                                            | 2.00,27  | Ліліан Одіра Кенія                                               | 2.00,36  | Сукайна Хаджі Марокко                                                                    | 2.00,91  |
| 1500 метрів               | Сарон Берхе Ефіопія                                                                                         | 4.06,05  | Керолайн Ньяга Кенія                                             | 4.06,76  | Естер Чебет Уганда                                                                       | 4.06,90  |
| 5000 метрів               | Фантає Белайне Ефіопія                                                                                      | 15.30,10 | Вубріст Асчаль Ефіопія                                           | 15.30,25 | Самія Гассан Нур Джибуті                                                                 | 15.42,63 |
| 10000 метрів              | Гледіс Квамбока Кенія                                                                                       | 36.53,59 | Ребекка Мвангі Кенія                                             | 36.59,69 | Гела Гамбесе Ефіопія                                                                     | 37.09,20 |
| 100 метрів з бар'єрами    | Ебоні Моррісон Ліберія                                                                                      | 12,70    | Маріоне Фурі ПАР                                                 | 12,74    | Сідоні Ф'ядананцоа Мадагаскар                                                            | 12,98    |
| 400 метрів з бар'єрами    | Рогейл Джозеф ПАР                                                                                           | 55,71    | Нора Еннаді Марокко                                              | 56,16    | Лінда Ангуну Камерун                                                                     | 56,48    |
| 3000 метрів з перешкодами | Лоїс Чеквемої Уганда                                                                                        | 9.24,47  | Алемнат Валле Фента Ефіопія                                      | 9.35,19  | Лея Джеруто Кенія                                                                        | 9.36,33  |
| 4×100 метрів              | НігеріяДжастіна Тіана Еякпобеян Тіма Сейкесеє Гадблесс Олаїнка Оладжинде Тобі Амусан Адаобі Табугбо (забіг) | 43,01    | ГанаМері Боук'є Аніта Афріфа Галуті Гор Дебора Ачемпонг          | 43,62    | ЛіберіяДестіні Сміт-Барнетт Майя Маккой Ебоні Моррісон Телма Девіс Саймон Даріус (забіг) | 44,38    |
| 4×400 метрів              | НігеріяПейшенс Окон Джордж Елізабет Джозеф Омолара Огунмакінджу Елла Оноджуввевво                           | 3.27,31  | ЗамбіяРода Нджобву Нідді Мінгіліші Квінсі Малекані Ебігел Сепісо | 3.32,18  | КеніяДжоан Чероно Вероніка Камумбе Мутуа Естер Мбагарі Мерсі Чебет                       | 3.32,65  |
| Ходьба 20 кілометрів      | Сінтаєху Масіре Тешагер Ефіопія                                                                             | 1:37.46  | Суад Аззі Алжир                                                  | 1:40.36  | Маргарет Гаті Чача Кенія                                                                 | 1:41.19  |
| Стрибки у висоту          | Роуз Єбоа Гана                                                                                              | 1,87     | Темітопе Адешина Нігерія                                         | 1,84     | Фатумата Баллей Гвінея                                                                   | 1,84     |
| Стрибки з жердиною        | Міре Рейнсторф ПАР                                                                                          | 4,10     | Дорра Мафуді Туніс                                               | 3,60     | не вручалась                                                                             |          |
| Стрибки у довжину         | Есе Бруме Нігерія                                                                                           | 6,73     | Марте Коала Буркіна-Фасо                                         | 6,72     | Данієле Нолте ПАР                                                                        | 6,44     |
| Потрійний стрибок         | Салі Сарр Сенегал                                                                                           | 14,06    | Анн-Сузанна Фостер-Катта Камерун                                 | 13,45    | Веронік Коссенда Рей Камерун                                                             | 13,35    |
| Штовхання ядра            | Ешлі Еразмус ПАР                                                                                            | 18,17    | Міне де Клерк ПАР                                                | 17,09    | Колетте Уйс ПАР                                                                          | 16,28    |
| Метання диска             | Ешлі Анумба Нігерія                                                                                         | 59,30    | Обіагері Амаєчі Нігерія                                          | 58,80    | Чіома Оньєквере Нігерія                                                                  | 57,93    |
| Метання молота            | Захра Татар Алжир                                                                                           | 67,82    | Оєсаде Олатоє Нігерія                                            | 67,72    | Ксена Нгоматеке Центральноафриканська Республіка                                         | 65,84    |
| Метання списа             | Йо-Ане ван Дейк ПАР                                                                                         | 57,03    | Яна ван Схалквейк ПАР                                            | 55,14    | Джозефін Джойс Лалам Уганда                                                              | 53,57    |
| Семиборство               | Оділь Ауанвану Бенін                                                                                        | 5777     | Адель Мафогань Камерун                                           | 5527     | Шаннон Верстер ПАР                                                                       | 5239     |

### Змішана дисципліна
| Дисципліна   | Золото                                                    | Золото        | Срібло                                                                               | Срібло  | Бронза                                                             | Бронза  |
| ------------ | --------------------------------------------------------- | ------------- | ------------------------------------------------------------------------------------ | ------- | ------------------------------------------------------------------ | ------- |
| 4×400 метрів | ПАРГардео Айзекс Ширлі Нехубуї Мті Мтімкулу Міранда Кутці | 3.13,12 CR NR | НігеріяІфеаньї Еммануель Оджелі Елла Оноджуввевво Дубем Нвачукву Пейшенс Окон Джордж | 3.13,72 | БотсванаЛеунго Скотч Обакенг Камберука Баяпо Ндорі Галефеле Мороко | 3.15,93 |

## Медальний залік
| Місце                | Країна                           | Золото | Срібло | Бронза | Загалом |
| -------------------- | -------------------------------- | ------ | ------ | ------ | ------- |
| 1                    | ПАР                              | 9      | 4      | 6      | 19      |
| 2                    | Кенія                            | 5      | 7      | 7      | 19      |
| 3                    | Нігерія                          | 5      | 6      | 4      | 15      |
| 4                    | Ефіопія                          | 5      | 4      | 1      | 10      |
| 5                    | Алжир                            | 3      | 4      | 1      | 8       |
| 6                    | Ліберія                          | 3      | 1      | 1      | 5       |
| 7                    | Сенегал                          | 3      | 0      | 1      | 4       |
| 8                    | Ботсвана                         | 2      | 3      | 1      | 6       |
| 9                    | Гана                             | 2      | 1      | 0      | 3       |
| 10                   | Уганда                           | 2      | 0      | 3      | 5       |
| 11                   | Єгипет                           | 1      | 2      | 3      | 6       |
| 12                   | Джибуті                          | 1      | 1      | 2      | 4       |
| 12                   | Кот-д'Івуар                      | 1      | 1      | 2      | 4       |
| 14                   | Буркіна-Фасо                     | 1      | 1      | 0      | 2       |
| 15                   | Гамбія                           | 1      | 0      | 0      | 1       |
| 15                   | Бенін                            | 1      | 0      | 0      | 1       |
| 17                   | Камерун                          | 0      | 3      | 3      | 6       |
| 18                   | Замбія                           | 0      | 2      | 1      | 3       |
| 18                   | Марокко                          | 0      | 2      | 1      | 3       |
| 20                   | Зімбабве                         | 0      | 2      | 0      | 2       |
| 21                   | Намібія                          | 0      | 1      | 1      | 2       |
| 22                   | Туніс                            | 0      | 1      | 0      | 1       |
| 23                   | Гвінея                           | 0      | 0      | 1      | 1       |
| 23                   | Малаві                           | 0      | 0      | 1      | 1       |
| 23                   | Мадагаскар                       | 0      | 0      | 1      | 1       |
| 23                   | Малі                             | 0      | 0      | 1      | 1       |
| 23                   | Центральноафриканська Республіка | 0      | 0      | 1      | 1       |
| Загалом (27 збірних) | Загалом (27 збірних)             | 45     | 46     | 43     | 134     |